# Вендски крсташки рат
Вендски крсташки рат повела је Краљевина Немачка против Полапских Словена 1147. године. Део је Другог крсташког рата и Северних крсташких ратова. Завршен је победом хришћана.

## Увод
Отонска династија кренула је у освајање територија Западних Словена још током 10. века. Хенрик I Птичар и Отон I Велики освојили су територије Лужичких Срба. Епископије основане у Мајсену, Хафелбергу, Бранденбургу и Олденбургу учврстиле су положај Немаца у словенским земљама. Велика словенска буна 983. године завршена је неуспехом. До почетка 12. века архиеписком Бремена и Магдебурга је мирним путем покрштавао суседне Словене. Значајнији мисионари били су Викелије, Норберт од Ксантена и Отон од Бамберга. Саксонски племићи су, међутим, желели словенске територије. У недостатку помоћи краљева Салијске династије, они су се нашли у пат позицији са словенским вођама. Од 1140. до 1143. године холштајнско племство заузима Вагрију. Адолф II од Холштајна заузео је полапска насеља на чијим територијама ће касније настати Либек и Рацебург. Адолф је желео мир са Никлотом, вођом Бодрића, подстичући мисионарску делатност и колонизацију Вагрије.
Пад грофовије Едесе 1144. године шокирао је хришћански свет. Папа Евгеније III и цистерцит Бернард из Клервоа проповедали су покретање новог крсташког рата. Многи племићи јужне Немачке су са царем Конрадом III пристали да ратују у Светој земљи. Међутим, Саксонци из северне Немачке нису били вољни. Због тога су прихватили папин позив да ратују против паганских Словена на сабору у Франкфурту 13. марта 1147. године. Папска була којом је проглашен рат позната је као Divina dispensatione. На рат су кренули пре свега Данци, Саксонци и Пољаци., мада је било и нешто Чеха Вођство је преузео папски легат Анселмо од Хафелберга.

## Рат
Узнемирен крсташким припремама, Никлот је превентивно напао Вагрију јуна 1147. године. Овај напад покренуо је масе крсташа који су до краја лета протерали Бодриће са њихове територије. Адолф је потписао мировни споразум са Никлотом. Отпор су сада пружали само Бодрићи са Добина и Љутићи са Демина. Јаке снаге нападају Добин почетком јесени 1147. године. Крсташку војску су, између осталих, предводили и Кнут V Магнусен, Свен III Грат, Хајнрих Лав и Адалберт II, архиепископ Бремена. Избегавајући отворен сукоб, Никлот је са успехом бранио мочваре око Добина. Један одред Данаца доживео је пораз код Добина док је други морао бранити данску флоту од Никлотових савезника, Рујина са Ригена. Хенри и Адалберт предузели су опсаду Добина након повлачења Данаца. Хајнрих Лав се повукао након што је Никлот пристао да се покрсти гарнизон из Добина.
Саксонску војску усмерену против Демина предводило је неколико бискупа, укључујући и оне из Мајнца, Халберштата, Минстера, Мерсенбурга, Бранденбурга и Оломуца. Придружио им се и Анселмо од Хафелберга. Повод за покретање рата било је покрштавање пагана. Међутим, стварни разлог било је освајање нових територија. Игуман Вибалд из Корвеја је у рат кренуо у нади да ће освојити острво Риген. У кампању против Демина укључили су се и секуларни владари Конрад од Мајсена и Алберт Медвед. У рату је учествовала и пољска војска намеравајући да освоји Лебус. Алберт од Медведа повратио је Хафелберг који је у словенским рукама још од устанка 983. године. Крсташи су потом уништили пагански храм и дворац у Малхову. Након неуспешне опсаде Демина, један део крсташа се одвојио и напао централну Померанију. Доспели су до Шћећина након чега су се, после састанка са владиком Адалбертом од Помераније и војводом Ратибором I од Помераније, разишли.

## Последице
Вендски крсташки рат завршен је победом хришћана. Саксонци су потврдили своју власт над Вагријом и Полабијом. Никлот је задржао контролу над територијом Бодрића источно од Либека. Саксонцима је Никлот потврдио плаћање данка и ослободио је неке данске заробљенике. У рату је покрштен већи део Венда. Покрштавање Добина било је симболично јер су се Словени убрзо вратили својим паганским веровањима. Предео око Мекленбурга и централна Померанија опљачкан је и расељен уз крвопролиће кога је посебно спроводила војска Хајнриха Лава.